# Saltos ornamentais nos Jogos Olímpicos de Verão de 2016 - Plataforma 10 m sincronizado feminino
A competição da plataforma de 10 m sincronizado feminino dos saltos ornamentais nos Jogos Olímpicos de 2016 realizou-se a 9 de agosto no Parque Aquático Maria Lenk, na Barra da Tijuca, Rio de Janeiro.

## Formato
A prova consistiu de uma fase única em que os saltadores realizaram cinco rondas de saltos sincronizados, em simultâneo. 11 jurados avaliaram a performance de cada equipe a cada ronda (seis para o salto, três por saltadora; e cinco jurados avaliaram a sincronização). Só a pontuação do meio de cada saltadora contou, com as três do meio a contar para a sincronização. Foi feita uma média dessas cinco pontuações, multiplicada por três e pelo grau de dificuldade da manobra. A pontuação de cada um dos cinco saltos foi somada, dando o resultado final.

## Calendário
Os horários são pelo fuso de Brasília (UTC−3).
| Data                     | Hora  | Ronda |
| ------------------------ | ----- | ----- |
| Terça-feira, 9 de agosto | 16:00 | Final |

## Medalhistas
|  | CHN China              |  | MAS Malásia                       |  | CAN Canadá                       |
|  | Chen Ruolin Liu Huixia |  | Cheong Jun Hoong Pandelela Rinong |  | Meaghan Benfeito Roseline Filion |

## Resultados
A vitória e a medalha de ouro foi conquistada pela equipe chinesa, que superaram as malaias (prata) e as canadianas (bronze).
| Pos.              | Saltadoras                                     | Saltos | Saltos | Saltos | Saltos | Saltos | Total  |
| Pos.              | Saltadoras                                     | 1      | 2      | 3      | 4      | 5      | Total  |
| ----------------- | ---------------------------------------------- | ------ | ------ | ------ | ------ | ------ | ------ |
| Medalha de ouro   | CHN China Chen Ruolin Liu Huixia               | 55.80  | 55.80  | 79.20  | 75.84  | 87.36  | 354.00 |
| Medalha de prata  | MAS Malásia Cheong Jun Hoong Pandelela Rinong  | 52.80  | 52.80  | 76.50  | 79.68  | 82.56  | 344.34 |
| Medalha de bronze | CAN Canadá Meaghan Benfeito Roseline Filion    | 52.80  | 52.80  | 74.70  | 75.24  | 80.64  | 336.18 |
| 4                 | PRK Coreia do Norte Kim Kuk-hyang Kim Mi-rae   | 49.80  | 53.40  | 81.00  | 76.80  | 61.44  | 322.44 |
| 5                 | GBR Grã-Bretanha Tonia Couch Lois Toulson      | 50.40  | 50.40  | 75.60  | 79.68  | 63.36  | 319.44 |
| 6                 | MEX México Paola Espinosa Alejandra Orozco     | 50.40  | 49.20  | 71.10  | 61.38  | 72.00  | 304.08 |
| 7                 | USA Estados Unidos Amy Cozad Jessica Parratto  | 48.60  | 50.40  | 65.70  | 62.40  | 73.92  | 301.02 |
| 8                 | BRA Brasil Ingrid de Oliveira Giovanna Pedroso | 44.40  | 45.00  | 74.88  | 52.80  | 63.90  | 280.98 |